# Federația Internațională de Handbal
Federația Internațională de Handbal (International Handball Federation, abreviat IHF, în engleză) este forul ce organizează și conduce handbalul internațional. Federația a fost fondată în anul 1946.

## Competiții
- Campionatul Mondial de Handbal Feminin
- Campionatul Mondial de Handbal Masculin